# Słopiec
Słopiec – wieś w Polsce położona w województwie świętokrzyskim, w powiecie kieleckim, w gminie Daleszyce.
| SIMC    | Nazwa              | Rodzaj    |
| ------- | ------------------ | --------- |
| 0236702 | Słopiec Rządowy    | część wsi |
| 0236719 | Słopiec Szlachecki | część wsi |

W latach 1975–1998 miejscowość administracyjnie należała do województwa kieleckiego.

## Historia
Słopiec był niegdyś wsią prywatną. Nazwa osady zapisywana była jako Słopiec lub Słupiec, nasuwa silne przekonanie, że w najbliższej okolicy znajdował się obiekt typu dworu na kopcu, w języku polskim określony jako słup, wieży na kopcu. Słopiec był pierwotnie osadą młyńską położoną przy dużym stawie w widłach rzek Belnianki i Trupienia. W XVI wieku wiódł tamtędy szlak przegonu bydła z Wołynia na Śląsk. W XVIII wieku biskup krakowski Kajetan Ignacy Sołtyk zbudował w Słopcu tartak napędzany energią wodną, czynna tam także była papiernia. Młyn wodny działał już w XVI wieku.

## Zabytki
- dwór biskupów krakowskich z 1711 r., wpisany do rejestru zabytków nieruchomych (nr rej.: A.312 z 9.09.1957 i z 28.10.1971)[6],
- ruiny młyna wodnego na Belniance z II połowy XIX w. (nr rej.: A.313 z 15.05.1958 i z 15.02.1967)[6].

## Galeria zdjęć

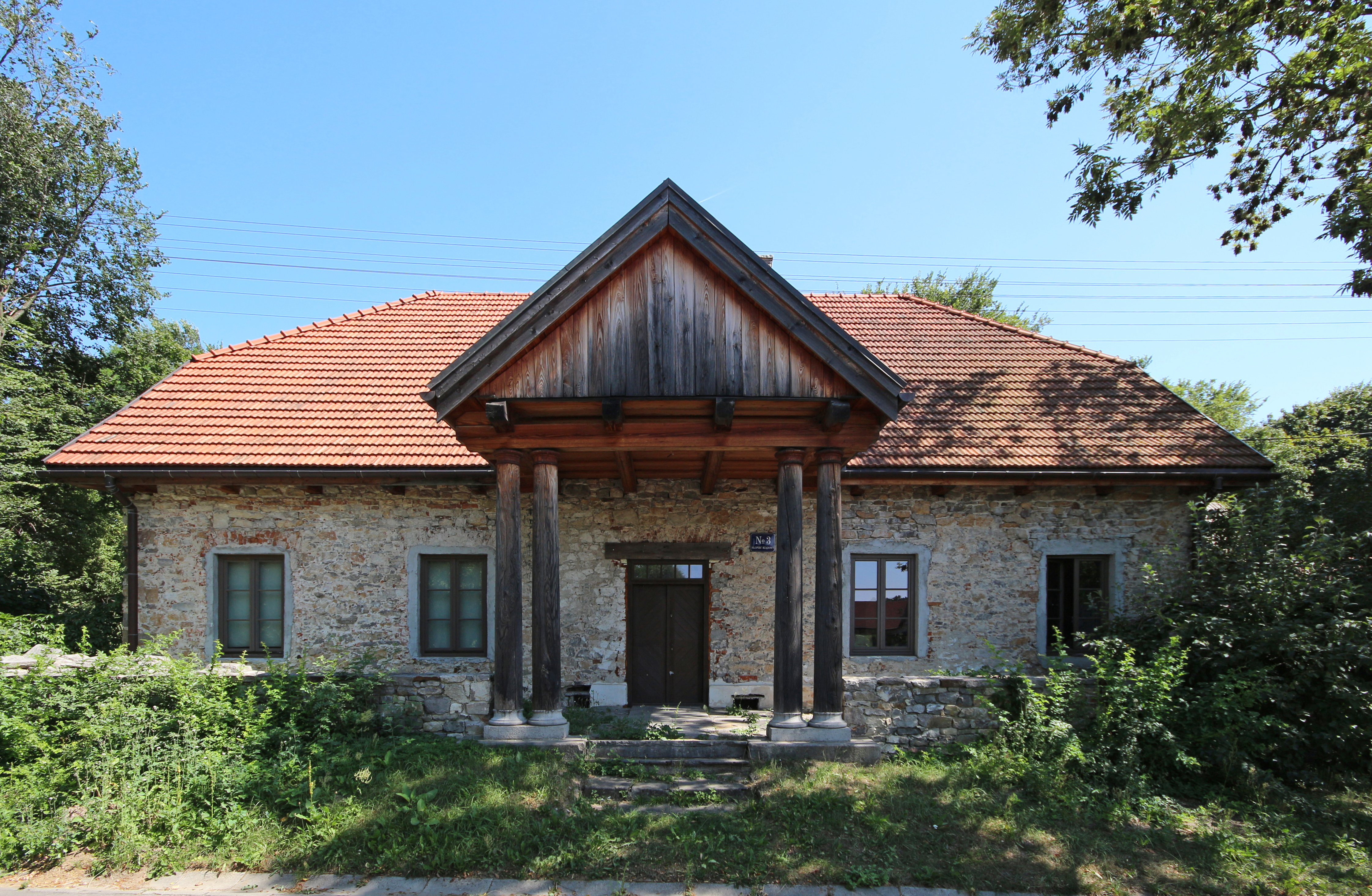
Dwór
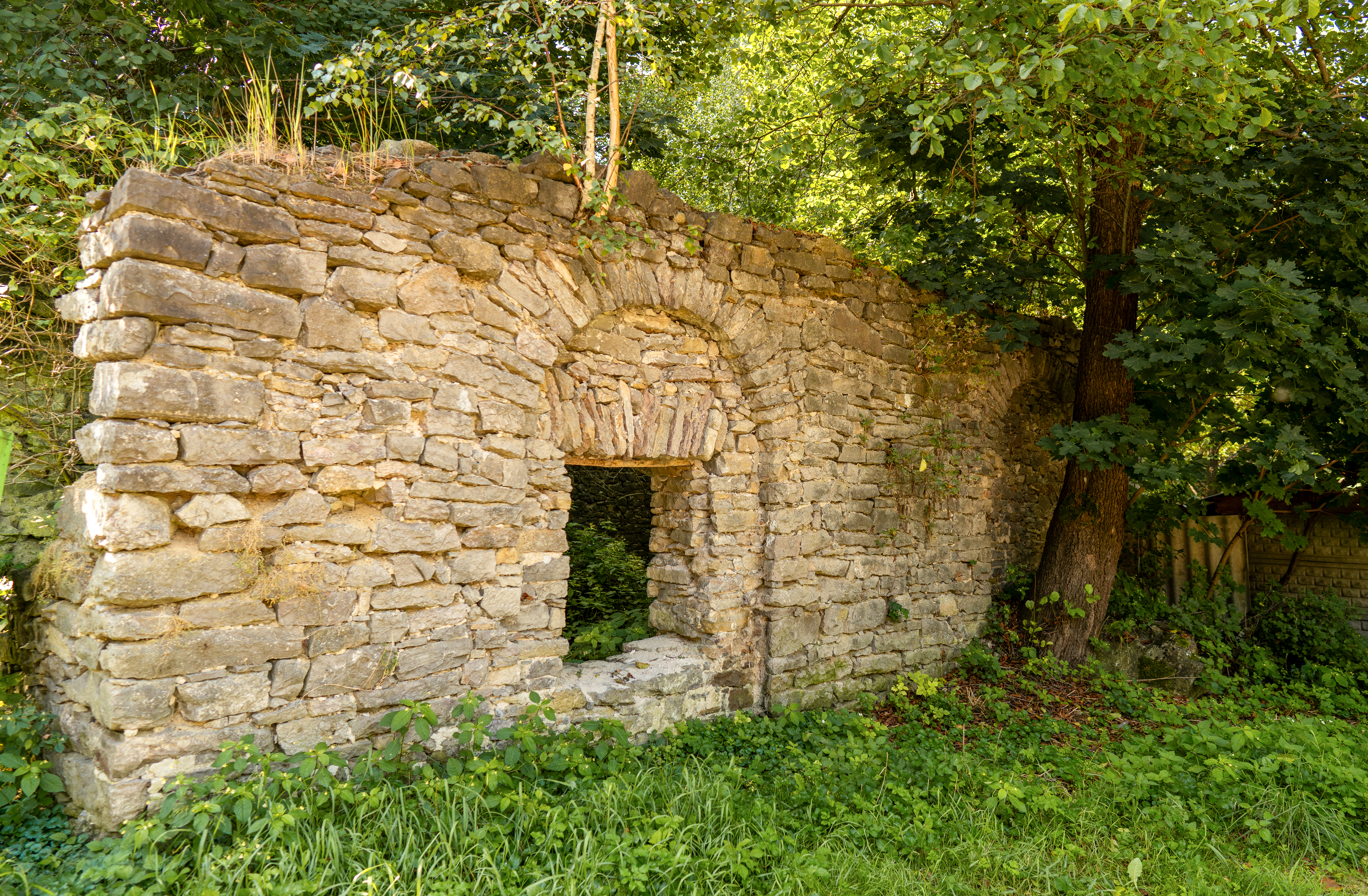
Młyn (ruina)